# Maison d'Haïti
La Maison d'Haïti est un organisme communautaire et culturel fondé en 1972 et situé dans le quartier montréalais de Saint-Michel ayant pour mission de faciliter l'intégration des nouveaux arrivants. 
Cet organisme a subi plusieurs déménagements. En 1972, il est initialement situé dans un bureau du YMCA, en 1983, le second étage d'une ancienne école et en 2016, il acquiert son propre édifice développée par la Société de développement Angus,.  
En 2022, près de 12 000 personnes utilisent ses services. Parmi les personnalités notables de la communauté qui ont participé aux activités proposées par la maison dans le passé, citons Michaëlle Jean, Rodney Saint-Éloi et Dany Laferrière. En plus de la communauté haïtienne du Québec, l'organisme aide également personnes provenant d’Amérique latine, du Maghreb, d’Asie ou d’Afrique. Sa directrice générale est Marjorie Villefranche,.

## Origines
Dany Laferrière a déclaré que la maison d'Adeline et Max Chancy au 798, avenue Champagneur était la « première Maison d’Haïti » dans les années 1960. Leur appartement à Outremont était le cœur informel d'une communauté d'exilés haïtiens, dont Laferrière.